# Certeju de Sus (gmina)
Certeju de Sus – gmina w Rumunii, w okręgu Hunedoara. Obejmuje miejscowości Bocșa Mare, Bocșa Mică, Certeju de Sus, Hondol, Măgura-Toplița, Nojag, Săcărâmb, Toplița Mureșului i Vărmaga. W 2011 roku liczyła 3126 mieszkańców.